# Португальский язык в Африке

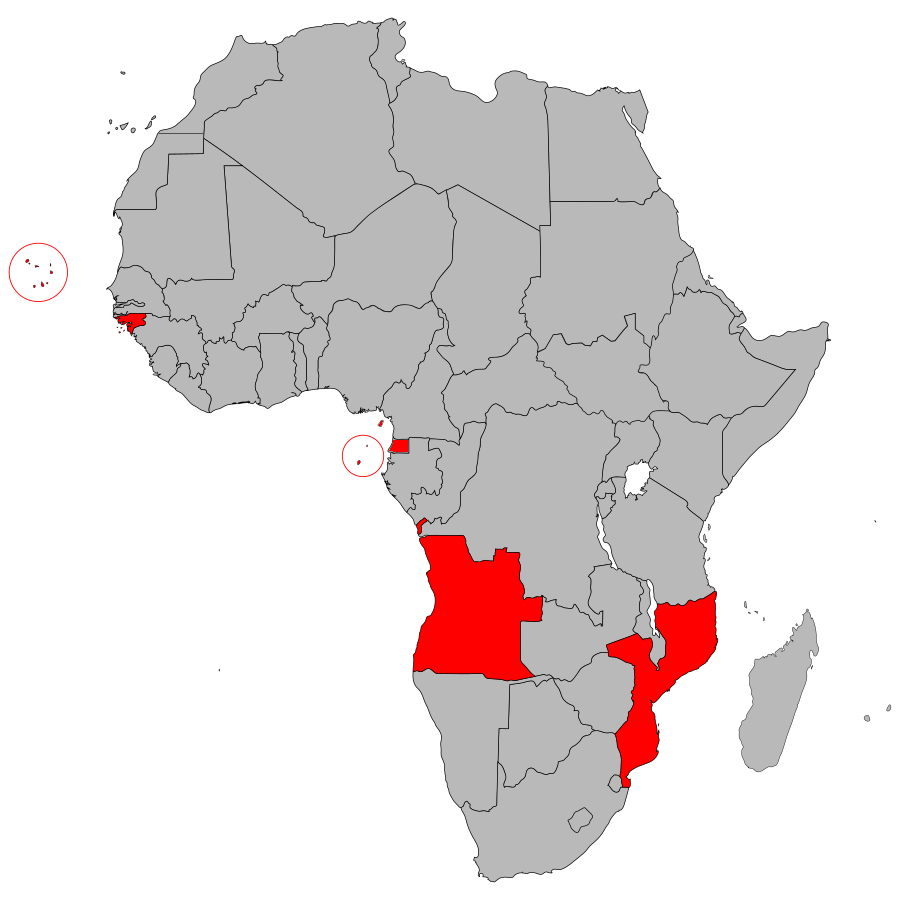
Члены ПАЛОП отмечены красным

Португальский язык является официальным в шести африканских государствах: Ангола, Мозамбик, Гвинея-Бисау, Кабо-Верде, Сан-Томе и Принсипи и Экваториальная Гвинея. Есть немало португалоязычных общин в Южной Африке, состоящих из беженцев из Анголы и Мозамбика, которые покинули свои страны во время гражданских войн. По неофициальным данным, около 14 миллионов человек используют португальский язык в качестве единственного родного языка в разных странах Африки, а число тех, кто использует его в качестве второго языка, может быть значительно выше. Некоторые статистические данные утверждают, что более 30 миллионов человек говорят на португальском на континенте. Как французский и английский, португальский стал постколониальным языком в Африке и одним из рабочих языков Африканского союза и Сообщества по вопросам развития юга Африки. В Африке португальский язык испытывает давление со стороны французского и английского языков.

## Распределение
Все португалоязычные страны в Африке входят в ПАЛОП (Países Africanos de Língua Oficial Portuguesa), который состоит из Анголы, Кабо-Верде, Гвинеи-Бисау, Мозамбика и Сан-Томе и Принсипи. За исключением Анголы и Сан-Томе и Принсипи, где язык более наиболее распространен, на португальском в основном говорят только в городах.
В ЮАР проживает приблизительно 300 000 человек, говорящих на португальском. Это поселенцы с Мадейры, а также белые ангольцы и мозамбикцы, мигрировавшие после независимости этих стран в 1975 году. Гражданские войны в Анголе и Мозамбике также привели к миграции беженцев, (в том числе португалоязычных) в соседние страны: Демократическая Республика Конго, Намибия, Замбия и Южная Африка. Возвращение афробразильских бывших рабов в Нигерию, Бенин, Того, Анголу и Мозамбик способствовало увеличению португалоязычного населения на континенте. К тому же немалую роль в увеличении португалоязычного населения сыграло возвращение белых португальцев и их потомков из Бразилии, Португалии и Южной Африки в бывшие португальские колонии: в Анголу до 500 000 человек и в Мозамбик до 350 000.
В Сенегале, в Дакаре, проживают португалоязычные кабо-вердцы. Также в южной части региона Казаманс, который когда-то был частью Португальской империи, живут носители гвинейского креольского языка, который схож с португальским. Португальский язык преподается как иностранный на всей территории страны. В 2008 году Сенегал стал наблюдателем в СПЯС.
Экваториальная Гвинея — бывшая португальская колония, является членом СПЯС. Здесь он является официальным, хотя практически не используется.
Маврикий имеет прочные культурные связи с Мозамбиком. Португальцы были первыми европейцами, которые поселились на острове. В 2006 году Маврикий присоединился к СПЯС в качестве ассоциированного члена.
Как член SADC, Замбия ввела уроки португальского языка в школе из-за большого ангольского населения там.